# Международное кладбище Сакамото
Международное кладбище Сакамото (яп. 坂本国際墓地 Сакамото кокусай боти) — кладбище в квартале Сакамото (Ураками), в Нагасаки, в Японии.
Кладбище для иностранцев было основано в 1888 году, после закрытия старого кладбища недалеко от международного квартала в Нагасаки. Ныне оно находится в ведении городских властей.
Новый квартал Син-Сакамото был основан в 1903 году и находится через улицу от кладбища. В Сакамото также находится участок еврейского кладбища и участок с могилами французских военных и вьетнамских рабочих, погибших во время Боксёрского восстания.

## Известные захоронения
- Томас Блейк Гловер[4], торговец и его сын Томисабуро Кураба;
- Зигмунд Лесснер, торговец и основатель первой синагоги в Японии[3][5]
- Такаси Нагаи, врач, «святой из Ураками» и его жена Мидори Нагаи.